# Masaaki Suzuki
Masaaki Suzuki (Japans: 鈴木 雅明, Suzuki Masaaki) (Kobe, 29 april 1954) is een Japans dirigent, klavecinist en organist.

## Levensloop
Suzuki is de zoon van christelijke ouders die allebei musici waren. Vanaf zijn twaalfde speelde hij orgel tijdens de zondagse kerkdiensten. In 1979 behaalde hij aan de Tokyo University of the Arts zijn diploma's orgel en dirigeren. Hij ging zich vervolgens verder bekwamen voor orgel (Piet Kee), klavecimbel (Ton Koopman) en improvisatie (Klaas Bolt) aan het Conservatorium van Amsterdam. In 1980 behaalde hij een Tweede prijs in het concours voor klavecimbel (basso continuo) en in 1982 de Derde prijs voor orgel, beide in de internationale wedstrijden die jaarlijks worden georganiseerd in het kader van het Festival Musica Antiqua.
In 1981-1983 doceerde hij klavecimbel aan de Muziekhogeschool van Duisburg in Duitsland. Terug in Japan gaf hij talrijke concerten, zowel op orgel als op klavecimbel. Hij organiseerde ook de concerten die werden gegeven in de Universiteit voor vrouwen van Shoin in Kobe, waar in de kapel een klassiek Frans orgel, gebouwd door Marc Garnier, werd geïnstalleerd. Vanaf 2005 was hij docent orgel en klavecimbel aan de Geijutsu Universiteit (Muziekconservatorium) in Tokyo. Hij stichtte en leidde er het departement Oude Muziek. Op 1 juli 2009 werd hij gastprofessor voor koordirectie aan het Yale Institute for Sacred Music en dirigent van de Yale Schola Cantorum.
Suzuki is actief als dirigent. Vanaf 1990 is hij de muziekdirecteur van het Bach Collegium Japan, dat hij gesticht heeft. Hij werkte ook regelmatig samen met bekende Europese solisten en ensembles. Hij dirigeert gewoonlijk vanaf het klavecimbel.
Hij bleef ook in Europa actief en concerteerde onder meer in Frankrijk, Italië, Duitsland, Nederland, Zwitserland en Oostenrijk. In juli 1995 en 1997 dirigeerde hij, op uitnodiging van Philippe Herreweghe, het Collegium Vocale Gent.
In 2012 was hij artist in residence tijdens het Festival Oude Muziek Utrecht, het grootste festival voor oude muziek ter wereld.
In januari 2015 werd Suzuki onderscheiden met een eredoctoraat van de Theologische Universiteit Kampen.

## Discografie
Suzuki heeft een gevestigde reputatie als vertolker van de cantates van Johann Sebastian Bach. Van 1995 tot 2013 nam hij met het Bach Collegium Japan integraal alle kerkelijke cantates van Bach op, welke werden uitgebracht bij het platenlabel BIS Records, de eerste 27 edities op cd, alle volgende op sacd. Vervolgens werd begonnen aan de wereldlijke cantates.
Ook is hij bezig met de opnamen van het integrale oeuvre voor klavecimbel van dezelfde meester, en dat voor orgel.